# Edwin de Kock
Edwin de Kock (* 9. března 1930) je jihoafrický esperantský spisovatel a básník.
Kockova původní díla jsou: OMBROJ DE LA KVARA DIMENSIO, eseje, básně POEMARO KAJ PROZEROJ. PLUKONSTRUE, KVIN ELEMENTOJ a velká epopej LA KONFLIKTO DE EPOKOJ, JAPANESKOJ, básně.